# Oger, Marne

Oger este o comună în departamentul Marne, Franța. În 2009 avea o populație de 574 de locuitori.